# Nchanga Rangers
Nchanga Rangers Football Club – zambijski klub piłkarski grający w drugiej lidze zambijskiej, mający siedzibę w mieście Chingola.

## Sukcesy
- I liga[1]:
  - mistrzostwo (2): 1980, 1998

- Puchar Zambii[2]:
  - zwycięstwo (1): 1978
  - finał (1): 1996

## Występy w afrykańskich pucharach
| Sezon | Rozgrywki                 | Runda       | Kraj                          | Klub                     | Dom | Wyjazd | Dwumecz                      |
| ----- | ------------------------- | ----------- | ----------------------------- | ------------------------ | --- | ------ | ---------------------------- |
| 1981  | Puchar Mistrzów           | 1           | Eswatini                      | Mbabane Highlanders FC   | 1–0 | 4–0    | 5–0                          |
| 1981  | Puchar Mistrzów           | 2           | Mozambik                      | CD Costa do Sol          | 3–1 | 3–1    | 6–2                          |
| 1981  | Puchar Mistrzów           | ćwierćfinał | Zair                          | AS Vita Club             | 2–0 | 1–4    | 3–4                          |
| 1987  | Puchar Zdobywców Pucharów | 1           | Mozambik                      | CD Estrela Vermelha      | 3–0 | 1–0    | 4–0                          |
| 1987  | Puchar Zdobywców Pucharów | 2           | Madagaskar                    | Fortior Mahajanga        | 2–1 | 2–2    | 4–3                          |
| 1987  | Puchar Zdobywców Pucharów | ćwierćfinał | Nigeria                       | Abiola Babes FC          | 1–1 | 1–2    | 3–4                          |
| 1997  | Puchar Zdobywców Pucharów | 1           | Lesotho                       | Lerotholi Polytechnic FC | 5–0 | 1–0    | 6–0                          |
| 1997  | Puchar Zdobywców Pucharów | 2           | Egipt                         | El Mokawloon SC          | 2–1 | 0–3    | 2–4                          |
| 1998  | Puchar CAF                | 1           | Botswana                      | Gaborone United          | –   | –      | walkower dla Nchanga Rangers |
| 1998  | Puchar CAF                | 2           | Etiopia                       | Mebrat Hail              | 2–1 | 0–0    | 2–1                          |
| 1998  | Puchar CAF                | ćwierćfinał | Czad                          | AS CotonTchad            | 4–0 | 2–1    | 6–1                          |
| 1998  | Puchar CAF                | półfinał    | Senegal                       | ASC Jeanne d’Arc         | 0–0 | 0–0    | 0–0 (k. 1–3)                 |
| 1999  | Liga Mistrzów             | 1           | Sudan                         | Al-Hilal Omdurman        | 1–0 | 0–2    | 1–2                          |
| 2000  | Puchar CAF                | 1           | Madagaskar                    | DSA Antananarivo         | 1–0 | 1–0    | 2–0                          |
| 2000  | Puchar CAF                | 2           | Południowa Afryka             | Kaizer Chiefs FC         | 2–0 | 0–0    | 2–0                          |
| 2000  | Puchar CAF                | ćwierćfinał | Nigeria                       | Iwuanyanwu Nationale     | 1–0 | 0–2    | 1–2                          |
| 2011  | Puchar Konfederacji       | wstępna     | Zimbabwe                      | Highlanders FC           | –   | –      | walkower dla Nchanga Rangers |
| 2011  | Puchar Konfederacji       | 1           | Demokratyczna Republika Konga | FC Saint Eloi Lupopo     | 0–2 | 0–1    | 0–3                          |

## Stadion
Domowe mecze klub rozgrywa na stadionie o nazwie Nchanga Stadium w Chingoli, który może pomieścić 15 000 widzów.

## Reprezentanci kraju grający w klubie od 1990 roku
Stan na styczeń 2023.
| - Bruce Banda - Emmanuel Banda - Linos Chalwe - Clatous Chama - Boyd Chanda - Webster Chikabala - Laughter Chilembe - George Chilufya - Patson Daka - Kamuzati Kabwe - James Kachinga - Rodgers Kamwandi - Francis Kombe - Justin Kunda - Dennis Lota - Misheck Lungu - Lewis Macha - Hillary Makasa - Agripa Mbewe - Harry Milanzi - Rabson Muchelenganga - Ignatius Mukota - Danny Mulenga | - Geoffrey Mulenga - Charles Muntanga - Sylvester Musonda - Billy Mutale - Maybin Mwaba - Clive Mwale - Sebastian Mwange - Bornwell Mwape - Kelvin Mwanza - Alex Ngonga - Josphat Nkhoma - Toaster Nsabata - Felix Nyaende - Sileni Phiri - Fashion Sakala - Isaac Shamujompa - Happy Sichikolo - Moses Sichone - Andrew Sinkala - Mark Sinyangwe - Elijah Tana - Robert Watiyakeni - Stephen Zimba |